# 가토 겐
가토 겐(일본어: 加藤元, 1973년 8월 10일 ~ )은 일본의 소설가이다. 가나가와현에서 태어났으며, 도쿄에서 자랐다. 니혼 대학 예술학부 문예학과를 중퇴하였으며, 일본추리작가협회의 회원이다.
2009년 고단샤에서 주최하는 제4회 소설 현대 장편 신인상에서 《야마히메초》로 수상하며 등단하였다. 이후 2012년 사와야 서점이 주최하는 사와야 베스트에서 《울며 부른 사람》이 1위로 선정되기도 하였다.
2022년 《여기는 커스터드, 특별한 도시락을 팝니다》(일본어 원제: カスタード), 2023년 《로터스 택시에는 특별한 손님이 탑니다》(일본어 원제: ロータス) 두 작품의 한국어판 출간으로 현재까지 한국어판을 총 2권 출간하였다.

## 주요 작품

### 소설
- 《야마히메초》 (山姫抄, 고단샤, 2009년 10월 21일)[2]
- 《유전의 장미》 (流転の薔薇, 고단샤, 2010년 7월 16일)[3]
- 《아내의 유언》 (嫁の遺言, 고단샤, 2011년 6월 17일)
- 《내가 없는 크리스마스》 (私がいないクリスマス, 고단샤, 2013년 2월 20일)
- 《황금고양이 자리의 남자들》 (金猫座の男たち, 후타바샤, 2013년 12월 18일)
- 《히카게 여관에 어서 오세요》 (ひかげ旅館へいらっしゃい, 하야카와 서방, 2014년 6월 20일)
- 《울며 부른 사람》 (泣きながら、呼んだ人, 쇼가쿠칸, 2014년 12월 5일)
- 《10호실》 (十号室, 고분샤, 2015년 7월 17일)
- 《뱀의 도행》 (蛇の道行, 고단샤, 2016년 3월 30일)
- 《430엔의 신》 (四百三十円の神様, 고단샤, 2016년 8월 5일)
- 《좋아하는 사람이 생겼습니다》 (好きなひとができました, PHP 문예 문고, 2016년 10월 20일)
- 《장어 여자》 (うなぎ女子, 고분샤, 2017년 7월 19일)
- 《1999년의 왕》 (1999年の王, 가도카와 쇼텐, 2017년 9월 30일)
- 《미안해》 (ごめん。, 슈에이샤, 2019년 9월 26일)
- 《오늘은 어쩐 일로 오셨나요?》 (本日はどうされました?, 슈에이샤, 2020년 8월 20일)
- 《커스터드》 (カスタード, 지츠교노니혼샤 문고, 2021년 12월 3일)
- 《다른 좋아하는 사람이 생겼어》 (ほかに好きなひとができた, PHP 문예 문고, 2022년 9월 9일)
- 《로터스》 (ロータス, 지츠교노니혼샤 문고, 2022년 12월 8일)
- 《숲의 괴물》 (もりのかいぶつ,지츠교노니혼샤 문고,  2024년 6월 7일)
- 《그녀들은 위험하다》 (彼女たちはヤバい, 슈에이샤, 2024년 7월 19일)

#### 와타누키 식당 이야기 시리즈
- 《와타누키 식당 이야기》 (四月一日亭ものがたり, 포플러 문고, 2014년 8월 5일)
- 《긴자 낭만거리 : 와타누키 식당의 추억의 식사》 (銀座浪漫通り 四月一日亭の思い出ごはん, 포플러 문고, 2018년 1월 4일)

## 한국 출간 작품 목록

### 소설
- 《여기는 커스터드, 특별한 도시락을 팝니다》 (필름, 양지윤 역, 2022년 7월 15일)
- 《로터스 택시에는 특별한 손님이 탑니다》 (필름, 양지윤 역, 2023년 10월 11일)